# St.-Marien-Kirche (Gudow)

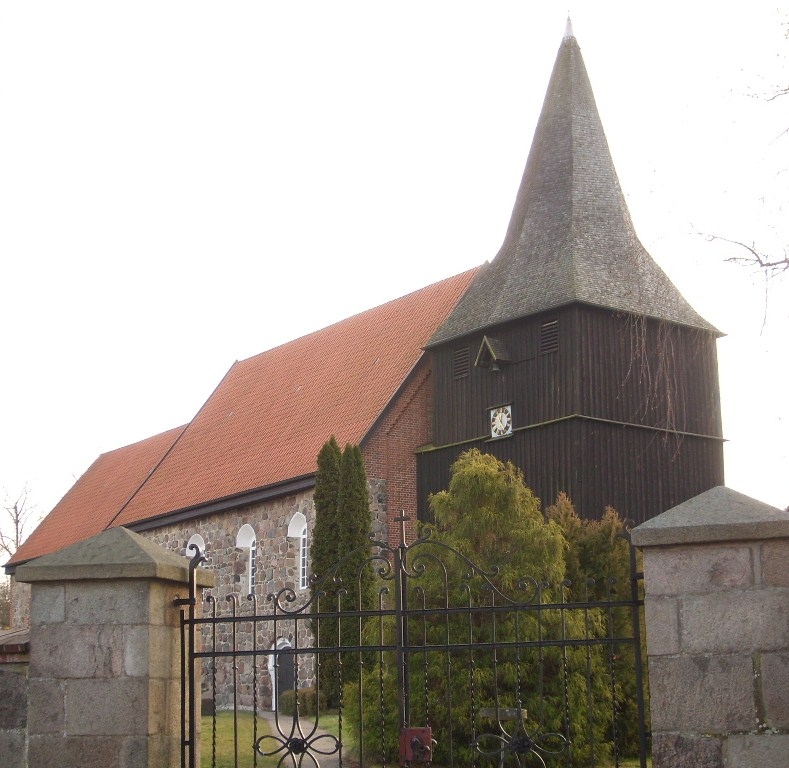
St.-Marien-Kirche Gudow

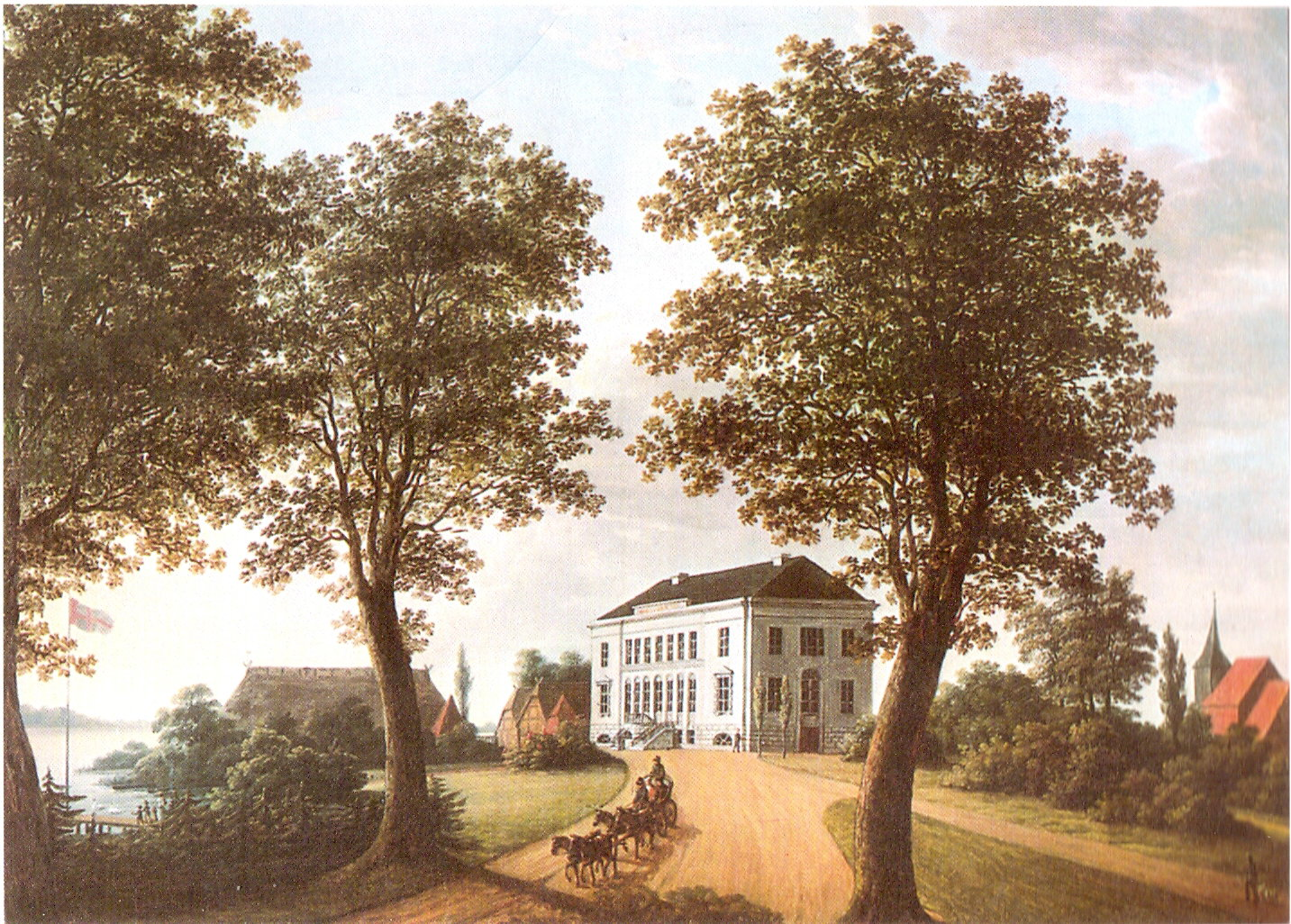
Gutshaus Gudow, rechts St. Marien, Ansicht aus der Zeit von 1830

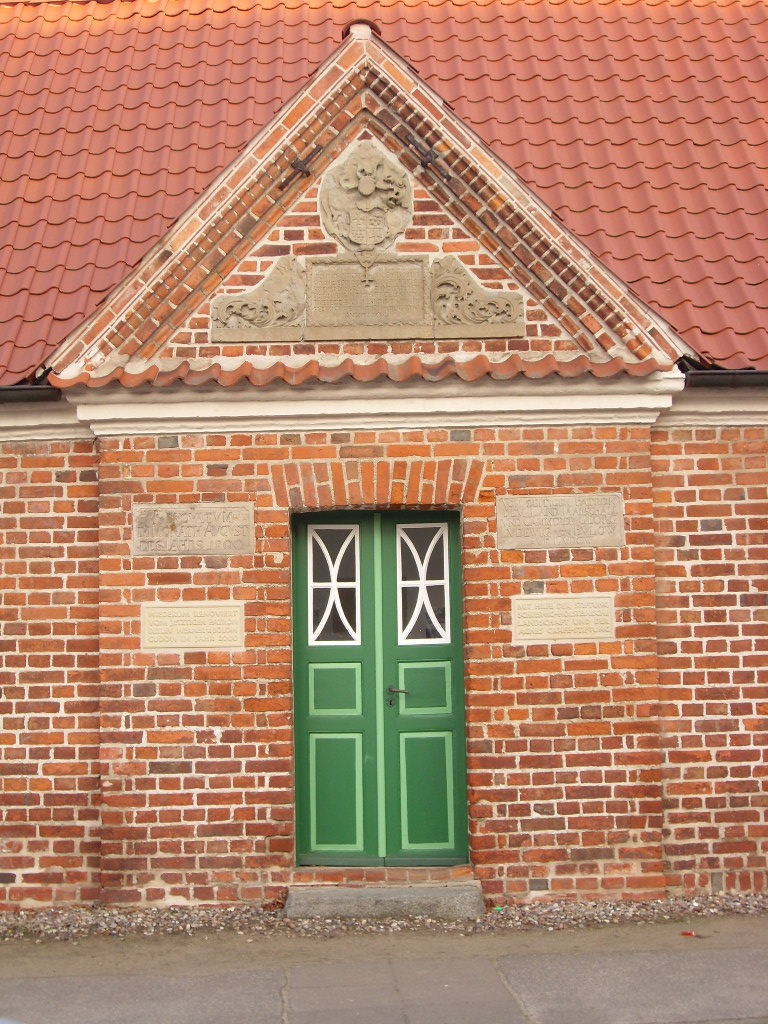
Patronatstafeln der Familie von Bülow am Nebengebäude der Kirche

Die Evangelisch-Lutherische St.-Marien-Kirche ist ein denkmalgeschütztes Kirchengebäude in Gudow, einer Gemeinde im Kreis Herzogtum Lauenburg in Schleswig-Holstein. Sie ist eine Feldsteinkirche und eine der ältesten Kirchen der Gegend. Kirchengemeinde ist die Evangelisch-Lutherische Kirchengemeinde Gudow mit der Kapellengemeinde Grambek.

## Geschichte und Architektur
In einem Zehntregister des Jahres 1214 für das Domstift in Ratzeburg wurde Gudow als Ort erwähnt. Hieraus wird gefolgert, dass zu dieser Zeit und auch schon vorher eine Kirche im Dorf stand. Der Sachsenherzog Heinrich der Löwe belehnte Heinrich von Botwide mit der Grafschaft Ratzeburg und gründete das Bistum Ratzeburg im Jahr 1154, dessen erster Bischof Evermod wurde. In der Chronica Slavorum ist zu lesen: „Auch im Lande der Polaben wurde die Zahl der Kirchen des Bischofs Evermod und des Grafen Heinrich von Ratzeburg vermehrt.“ Die Anfänge des Kirchenbaus in Gudow dürften zwischen 1154 und 1164 liegen, die Kirche glich wohl im Grundriss und in der Größe den Vicelinkirchen in Ratekau, Süsel und Bosau, die ebenfalls in dieser Zeit gebraucht wurden, und war wohl ein Gebäude aus Holz.
Seit 1174 übte der Grundherr von Gudow ein mit der Kirche verbundenes Patronat aus. Dem Patron oblag die Pflicht, für den Erhalt der Pfarre und der Kirche Sorge zu tragen. Im Gegenzug erhielt er Rechte, eines davon war das Besetzungsrecht der Pfarrstelle. Die Familie von Bülow kaufte das Gut Gudow 1470 und übt bis heute das an die Zeit angepasste Patronatsrecht aus. Auch ist die reiche Ausstattung der Kirche mit Kunstwerken zum großen Teil ein Verdienst der Familie. Das Herzogtum Lauenburg führte 1530 die Reformation ein, die Kirche wurde lutherisch.
Die romanische Feldsteinkirche ist eine Saalkirche, die in der Zeit vom Ende des 12. Jahrhunderts bis zum Anfang des 13. Jahrhunderts errichtet wurde. Vermutlich ist sie die älteste aus Stein gebaute Kirche im größeren Umkreis. Trotz einiger Veränderungen hat sie etliches ihrer Ursprünglichkeit erhalten. Dem romanischen Langhaus folgt nach Osten das romanische Chorquadrum. Der Übergang beider Gebäudeteile ist durch eine kleine zurückspringende Stufe aus Feldsteinen an den Außenwänden gekennzeichnet, die allerdings heute nicht mehr sichtbar ist, da sie auf beiden Seiten durch Stützpfeiler verbaut wurden. Der Chorbereich schloss früher mit einer halbrunden Apsis. Der barocke Kirchturm von 1655 ist verbrettert, er steht auf einer mittelalterlichen Fundamentplatte aus Feldstein, die nahtlos mit dem Kirchenschiff verbunden ist.
Die romanischen Mauern wurden in Lagen aus Feldstein mit Gips verlegt, dies gilt auch für die Chorverlängerung in gotischer Zeit. Die Feldsteine gab es in großer Zahl auf den Feldern. Die Bewohner lasen sie im Rahmen der üblichen Hand- und Spanndienste auf und führten sie dem Bau zu. Geschulte Handwerker verschiedener Gewerke übernahmen die Bauarbeiten, die übergeordnete Bauaufsicht lag bei dem Domkapitel in Ratzeburg. Die Verantwortung vor Ort hatte ein Baumeister. Bis zur Mitte des dreizehnten Jahrhunderts waren Baupläne oder Zeichnungen nicht üblich, grobe Skizzen wurden auf Gips oder auch Wachstäfelchen gemacht. Für den Bau der Mauern wurden Verschalungen aus Holz mit einer Höhe von etwa einem halben Meter gezimmert, die unbehauenen Feldsteine hineingelegt und mit Gipsmörtel aufgefüllt. Nach dem Aushärten konnte die Verschalung entfernt und weiter hochgebaut werden. Im Innenraum erhielten die Wände einen glatten Gipsputz.
Die Sakristei wurde in romanischer Zeit an die Südseite des Chores angebaut, sie war durch eine rundbogige Priesterpforte erschlossen. Der 1241 errichtete romanische Dachstuhl ist bis heute noch fast vollständig erhalten, somit fällt die Weihe der Kirche in die Amtszeit von Ludolf dem Heiligen, der Bischof in Ratzeburg war. Die ursprüngliche Dacheindeckung bestand aus Nonnen- und Mönchspfannen, Reste davon sind noch heute im Boden rund um die Kirche nachweisbar. Die Wände sind durch vier leicht spitz zulaufende Fenster gegliedert und weisen auf den kommenden Baustil der Gotik hin. Die Westwand musste in der Zeit von 1890 bis 1893 wegen Baufälligkeit abgebrochen und neu in Backstein gemauert werden. Dabei verschwand das romanische Westportal; es ist noch durch einen Rundbogen angedeutet. Ursprünglich dienten die drei Portale auch liturgischen Zwecken, sie wurden bei feierlichen Prozessionen genutzt, die rund um die Kirche und das Dorf führten. Das Südportal verlor wohl bald seine Bedeutung und wurde im Mittelalter vermauert.

## Kirchenschiff

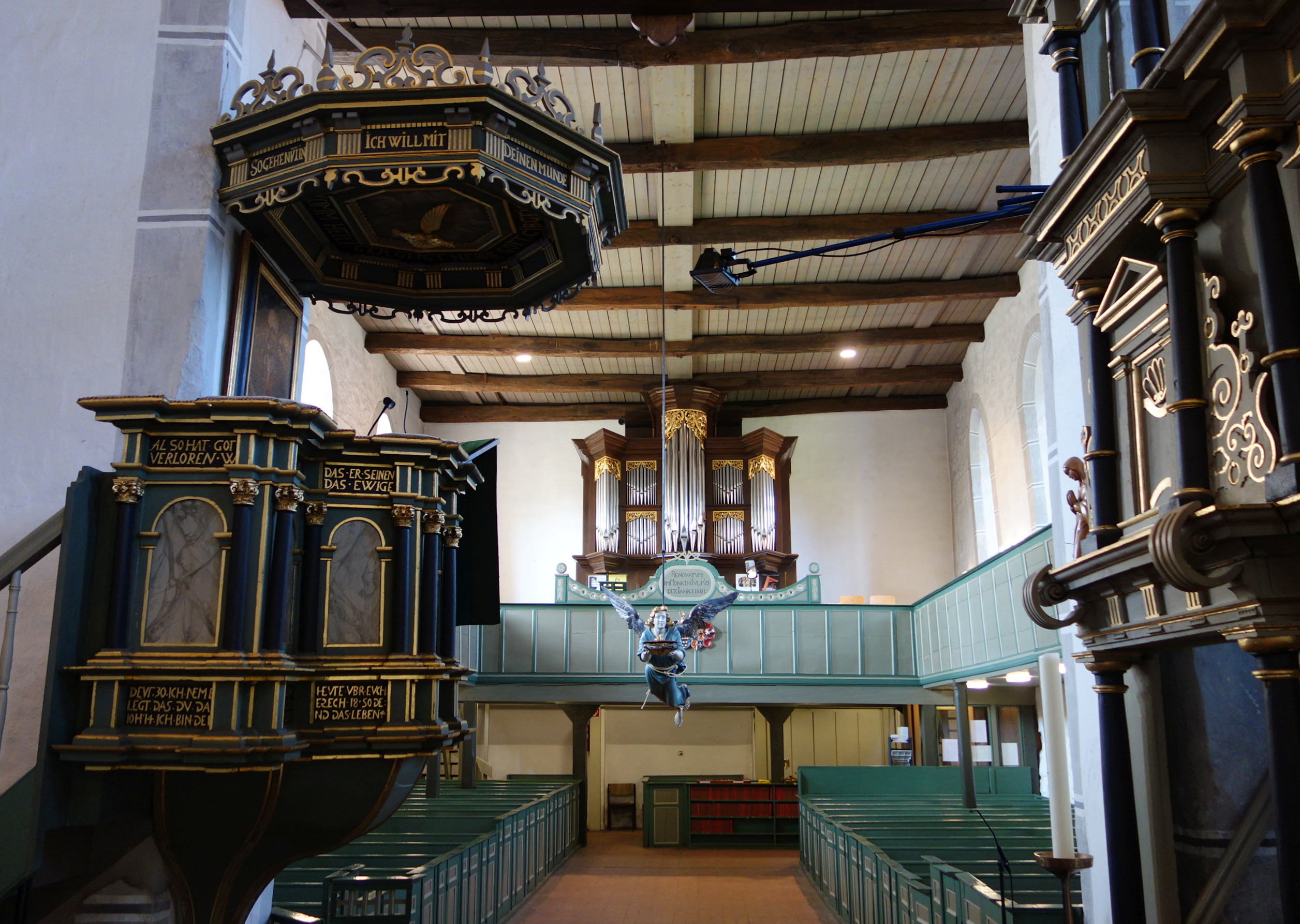
Kircheninneres

Das Schiff war so wie das Chorhaus mit einem Fußboden aus Kopfsteinpflaster ausgestattet, über den später ein Belag aus Backsteinen gelegt wurde. Der hohe und sehr schmale Chorbogen wirkt prägend, engt allerdings den Blick auf den Altar ein. In der Zeit vor der Reformation verfolgten die Gläubigen den Gottesdienst stehend im Kirchenschiff, der Altarraum war ausschließlich den Priestern vorbehalten. Der ortsansässige Adel hatte seinen Platz ebenfalls im Kirchenraum. Franz von Bülow (1524–1564) veranlasste 1556 eine Renovierung. Dabei wurden das Dach und die Giebel erneuert. Vermutlich erfolgte auch die Bemalung der Deckenbalken in dieser Zeit. Der Generalmajor Jakob von Bülow kehrte 1651 aus dem Dreißigjährigen Krieg zurück und veranlasste umfangreiche Renovierungsarbeiten. In dieser Zeit wurden auch die Gestühlskästen und das Gestühl im Schiff eingebaut. Von den von ihm gestifteten Kirchenfenstern ist noch eines im Chorhaus erhalten.

## Sakristei
Der Anbau an der Südwand wurde wohl zwischen 1687 und 1697 angefügt. Dazu wurde das Dach der Kirche über zwei Stützpfeiler heruntergezogen, der Raum bekam ein Kreuzgratgewölbe. Das Mauerwerk aus Viertelsteinen mit weißen Fugen aus Kalkmörtel ähnelt dem des Armenhospitales von 1704. Ursprünglich diente dieser Raum als Grablege für Joachim Werner von Bülow und seiner Frau Susanna Francina von Bodeck. Die ehemalige Gruftkapelle ist etwa 60 cm tiefer in den Boden gelegt. Die Särge kamen 1973 in die Grüfte unter dem Altarraum. Seit dieser Zeit wird der Raum als Sakristei genutzt.

## Renovierung 1973
Bei Baumaßnahmen wurde 1973 der alte Backsteinfußboden aufgenommen, dabei wurden die Fundamente der Apsis freigelegt und das Kopfsteinpflaster aufgedeckt, das früher den Altar umgab. Die Apsis wurde zwischen 1330 und 1335 abgebrochen und das Altarhaus verlängert. Der Grundriss der alten Apsis ist im heutigen Fußboden angedeutet.

## Grablegen
Die Gruft unterhalb des Altares stammt aus früher romanischer Zeit und befindet sich zwischen den Fundamenten der Apsis. Sie ist komplett in Backstein gemauert und mit einem Tonnengewölbe ausgestattet. In ihr steht der Sarg des Generalmajors Jacob von Bülow. Es wurde ein Tonnengewölbe eingezogen. Direkt hinter dem Chorbogen ist ein Grabgewölbe zu finden, das sich von Chorwand zur Chorwand erstreckt. Vermutlich wurde es in der Zeit der Renaissance angelegt und hatte schon vor dem Bau des Patronatsstuhles in den Jahren von 1590 bis 1595 Bestand. Bei Renovierungsarbeiten wurde das Gewölbe 1973 abgebrochen und durch eine Stahlbetondecke ersetzt, der Zugang zum Schiff wurde verschlossen. Hinter dieser Gruft befinden sich noch drei weitere, die mit Erde verfüllt wurden.

## Ausstattung

### Marienkrönungsaltar
Der Altar stand ursprünglich im Kloster Lüne bei Lüneburg, er sah nicht so aus wie heute. Dieser Flügelaltar kam 1655 nach Gudow. An der Rückseite ist auf einer Tafel zu lesen: Anno 1655 hat die wohlerwürdige, hochedel geborene, andächtige, viel ehr- und tugendreiche Jungfrau Catharina Margarita von Estorff, Domina dero adelichen jungfräulichen Vorsamelung des Closters Lüne dieses Altar zur Ehre Gottes in diese Kirche vorehret. Da der Altar nicht in die schmale Apsis passte, wurden die Seitenflügel entfernt und auf das Mittelteil des Schreines gesetzt, die Predella wurde in der Höhe gekürzt. Unter dem Abendmahlsbild von 1655 ist eine um sehr vieles ältere Darstellung des Abendmahles erhalten, bei denen die Kopfe der Figuren ab- oder angeschnitten sind. Auch die gedrechselten Säulen, der Schmerzensmann und die Wappen an den Seiten stammen aus der Zeit um 1655. Der Schnitzaltar gilt als ausgezeichnete Arbeit, mit einem Einfluss des Meisters Bertram. Er wurde um 1410 gebaut.
Im Zentrum des ursprünglichen Mittelschreines ist unter gotischen Baldachinen die Marienkrönung dargestellt. Maria und Christus sitzen jeweils auf einem kostbaren Thron, Christus wird als Herrscher über Himmel und Erde gezeigt, er trägt ebenso wie Maria eine Krone. Die rechte Hand ist zum Segen erhoben, die linke ruht auf einer Erdkugel. Christus ist mit einem herrschaftlichen Gewand gekleidet, das von einer Schließe gehalten wird, er blickt in die Ferne. Seine Mutter zu seiner Rechten wendet sich ihm leicht zu, ihr üppiges Gewand ist teilweise auf dem Sitz zusammengerafft und fällt bis auf den Boden. Die Hände der Maria sind nicht erhalten, sie waren ursprünglich zum Gebet gefaltet. Links neben Maria steht der Erzengel Michael als Drachentöter. Die Lanze in seiner Hand stammt aus neuerer Zeit. Auf ihn folgt eine Figur, die vermutlich den hl. Paulus darstellt. Sein Attribut, das Schwert, ist nicht mehr vorhanden. Ganz links steht wohl Johannes. Neben Christus sieht man den heiligen Benedikt mit einer Mönchskappe, er trägt die Ordensregel in der Hand. Rechts außen erkennt man Jakobus den Älteren an seinem Attribut, der Muschel. Zwischen den beiden steht Petrus; der Schlüssel, den er in seiner Hand trug, ist verloren. Von den acht Aposteln in der oberen Reihe, also in den ehemaligen Flügeln, ist nur noch der zweite von rechts eindeutig zu identifizieren. Es handelt sich um Matthäus, der als Attribut ein aufgeschlagenes Buch mit dem Beginn seines Evangeliums in lateinischer Sprache hält. Die Farbfassungen der Figuren sind noch im Originalzustand, überwiegend in den Farben Gold, Blau und Rot.
Fragmente mittelalterlicher Tafelmalereien sind auf den Außenseiten der ehemaligen Altarflügel erhalten, sie stammen aus der Bauzeit des Retabels. Ihre Motive sind noch zu erkennen: Auf dem ersten Flügel sind es die Fußwaschung, Jesus vor Kaiphas, Jesus vor Pilatus und die Geißelung Jesu und auf dem zweiten Flügel die Begegnung Jesu mit Veronika bei der Kreuztragung, die Kreuzigung Jesu, die Kreuzabnahme und zuletzt Jesu Auferstehung.

### Sonstige Ausstattung

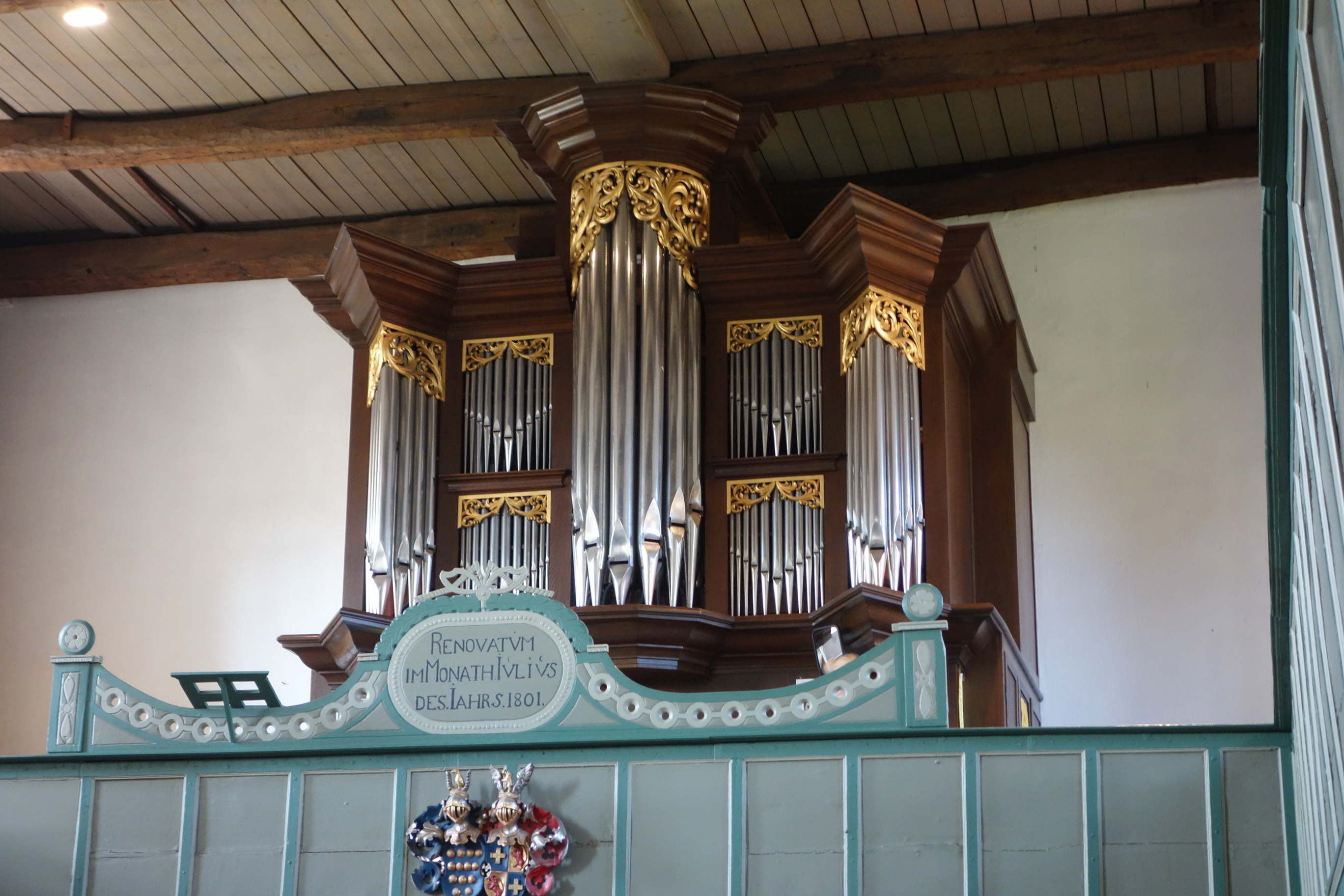
Empore mit Orgelprospekt

An der nördlichen Chorwand befindet sich die zweigeschossige hölzerne Gutsloge der Familie von Bülow aus der Zeit um 1600. Sie zieren im Erdgeschoss zwei säulenflankierte Portale, von denen das rechte in das vertäfelte Innere, das linke über eine Treppe zur Empore führt. Das durch Säulen gegliederte Obergeschoss setzt die architektonische Einteilung des Unterbaus fort und wird von kleinen ornamentalen Aufsätzen geschmückt.
Der Gudower Pranger befindet sich neben dem Nordportal. Hier wurden Übeltäter während der Gottesdienste angekettet und zur Schau gestellt.
Das Triumphkreuz ist eine Arbeit aus der Zeit um 1320.
Der Altartisch stammt aus dem Mittelalter. Er wurde in Backstein mit Gips gemauert. In dem an der Rückseite ausgesparten Behältnis wurden in katholischer Zeit die Heiligen Gefäße aufbewahrt. Die Weihekreuze auf der Mensa sind nicht erhalten.
Die Muttergottes auf dem Vollmond entstand um 1430. Dieses Motiv bezieht sich auf eine Textstelle in der Offenbarung des Johannes (12,1 ). Dass die Madonna auf einem Vollmond steht, ist eine kunstgeschichtliche Seltenheit, typischerweise wird die Madonna auf der Mondsichel dargestellt.
Joachim Werner von Bülow stiftete 1692 eine Orgel, für die auch eine Empore eingebaut wurde. Das barocke Instrument, das möglicherweise ein Werk Arp Schnitgers war, wurde 1881 durch eines vom Stralsunder Orgelbauer Friedrich Mehmel ersetzt. Dieses stand vorher im Ratzeburger Dom als Interimsinstrument während der Erbauung der großen Orgel durch Mehmel. 1964 wurde die Mehmel-Orgel abgerissen und durch die derzeitige Orgel von der Orgelbaufirma Kemper aus Lübeck ersetzt. Die hat 2 Manuale und Pedal mit 16 Registern.
Der schwebende barocke Taufengel ist sehenswert.

## Glocken
Der Glockenstuhl aus der Barockzeit ist für drei Glocken ausgelegt. In einer Nacht im Jahr 1655 wurden zwei Glocken auf dem Kirchhof gegossen. Eine der beiden, mit einem Durchmesser von 56 cm und einem Gewicht von 130 kg, war bis zum 26. Juli 1917 im Einsatz und wurde dann wegen kriegswichtiger Zwecke eingeschmolzen. Die Inschrift lautete Anno Domini 1655.
Eine neue Glocke mit einem Gewicht von 425 kg und einem Durchmesser von 95 cm goss der Lübecker Ratsgießer Peter Christoph Geier 1704. Die Inschrift lautete Peter Christof Geiger me fecit Lubecca Anno 1704. Diese Glocke musste am 9. September 1918 abgegeben werden und wurde wohl eingeschmolzen.
Eine weitere Glocke, die sogenannte Totenglocke, kam 1730 in den Glockenstuhl. Der Ratsgießer Laurentius Strahlborn aus Lübeck fertigte sie an. Sie gilt als kunsthistorisch bedeutungsvoll und besitzt eine hohe Klangqualität. Die bis heute erhaltene Glocke wiegt 730 kg und hat einen Durchmesser von 108 cm. Die Inschriften lauten SOLI DEO GLORIA und „Gott geb wenn ich hinfort mit mein Geläut erschalle dass sein Volck denn mit Freud zu seiner Kirchen walle Den ich im Tode einst zuletzt beläuten werde der Ruh in Jesu sanft im kühlen Schoss der Erde Ach Gott lass mich doch nie beym Feur die Sturmglock sein bewahr das gantze Land und Gudows theur Gemein“ sowie „Derrer beyden jungen  hochwohlgebohrnen Herren Herrn Joachim Werner von Bülow und Herrn Detlev von Bülow hochverordnete hochwohlgebohrne Herren Vormündere Herr Melchior Sigfried von Rantzau und Herr Barthold Dietrich von Negendanck liessen diese der Gudowischen Kirche gehörige Glocke Anno 1730 verfertigen, Pastor war damals daselbst Joachim Hinrich Donner“. Die Firma Lachenmeyer aus Nördlingen renovierte die Glocke 2005 und hing sie dann wieder an das alte Joch aus Eiche.
Die Gebrüder Bachert aus Karlsruhe gossen 1958 die Marienglocke mit einem Gewicht von 463 kg und einem Durchmesser von 91 cm. Die Inschriften lauten Mich gossen Gebrüder Bachert - Karlsruhe für die Ev.-Luth. Kirche Gudow AD 1958, SOLI DEO GLORIA und Die Güte des Herrn ist alle Morgen neu.
Die sogenannte Kinderglocke wurde 1959 ebenfalls bei Bachert angefertigt, sie wiegt 333 kg und hat einen Durchmesser von 81 cm. Die Inschriften lauten Mich gossen Gebrüder Bachert - Karlsruhe für die Ev.-Luth. Kirche Gudow AD 1959, O REX GLORIAE CHRISTE VENI CUM PACE und Wer das Reich Gottes nicht empfängt wie ein Kind, der wird nicht hineinkommen.